# Conotrachelus informis
Conotrachelus informis – gatunek chrząszcza z rodziny ryjkowcowatych.

## Zasięg występowania
Ameryka Południowa, występuje w Brazylii.

## Budowa ciała
Przednia krawędź pokryw szersza od przedplecza i zakończona po bokach pokrytą kępką włosków ostrogą; obie te części ciała grubo punktowane.
W tylnej części pokryw dwie skośne, nie stykające się jasne plamy.